# Стамболі Ілля Борисович
Ілля Борисович Стамболі (1871, Російська імперія — 1954, Туреччина) — мелітопольський підприємець, купець і меценат, який створив у Мелітополі літній сад, зимовий театр Стамболі і перший у місті кінотеатр.

## Біографія
Ілля Борисович Стамболі народився в 1871 році в багатій караїмській родині. Він успішно вів справи, володів складами і винними лавками. Основним місцем проживання його родини був Мелітополь. Тут він розгорнув активну творчу діяльність, яка на багато десятиліть визначила культурне життя міста.
Так у 1907 році на власні гроші він побудував на Воронцовський вулиці концертний зал — Зимовий театр. У 1908 році на перехресті Воронцовської і Торгової вулиць він відкрив перший у місті кінотеатр (як його тоді називали, електробіограф). У 1908 році на березі річки Молочної, у районі нинішнього стадіону «Авангард» та спорткомплексу моторного заводу, Стамболі заклав літній сад, побудував у ньому естраду, кав'ярню, купальні, великий ставок, пристань на Молочній, організував прокат човнів. Сад став улюбленим місцем відпочинку містян. Тут грав оркестр, проводилися народні гуляння, ігри для дітей, міжнародні спортивні змагання, на естраді літнього саду виступали багато знаменитостей.
У 1922 році, після захоплення влади більшовиками, Ілля Борисович і його дочка Олександра були змушені іммігрувати в Туреччину. Там Ілля Борисович скромно жив у Стамбулі, володів кафе і займався торгівлею. Помер 1954 року у віці 83 років. Його дружина Марія Іллівна Стамболі після революції залишилася жити в Мелітополі, потім переїхала в Харків, де і померла в 1943 році. Дочка Іллі Борисовича, Олександра, стала журналісткою і померла в Туреччині наприкінці 1970-х років. Його сини роз'їхалися по різних містах СРСР. Один із них, Яків, залишився в Мелітополі.

## Культурна спадщина і пам'ять
Зимовий театр Стамболі в радянський час став Палацом культури «Жовтень». Тепер це Центр культури і мистецтв Мелітопольського державного педагогічного університету. У 2009 році на будівлі була відкрита меморіальна дошка в пам'ять про Стамболі..

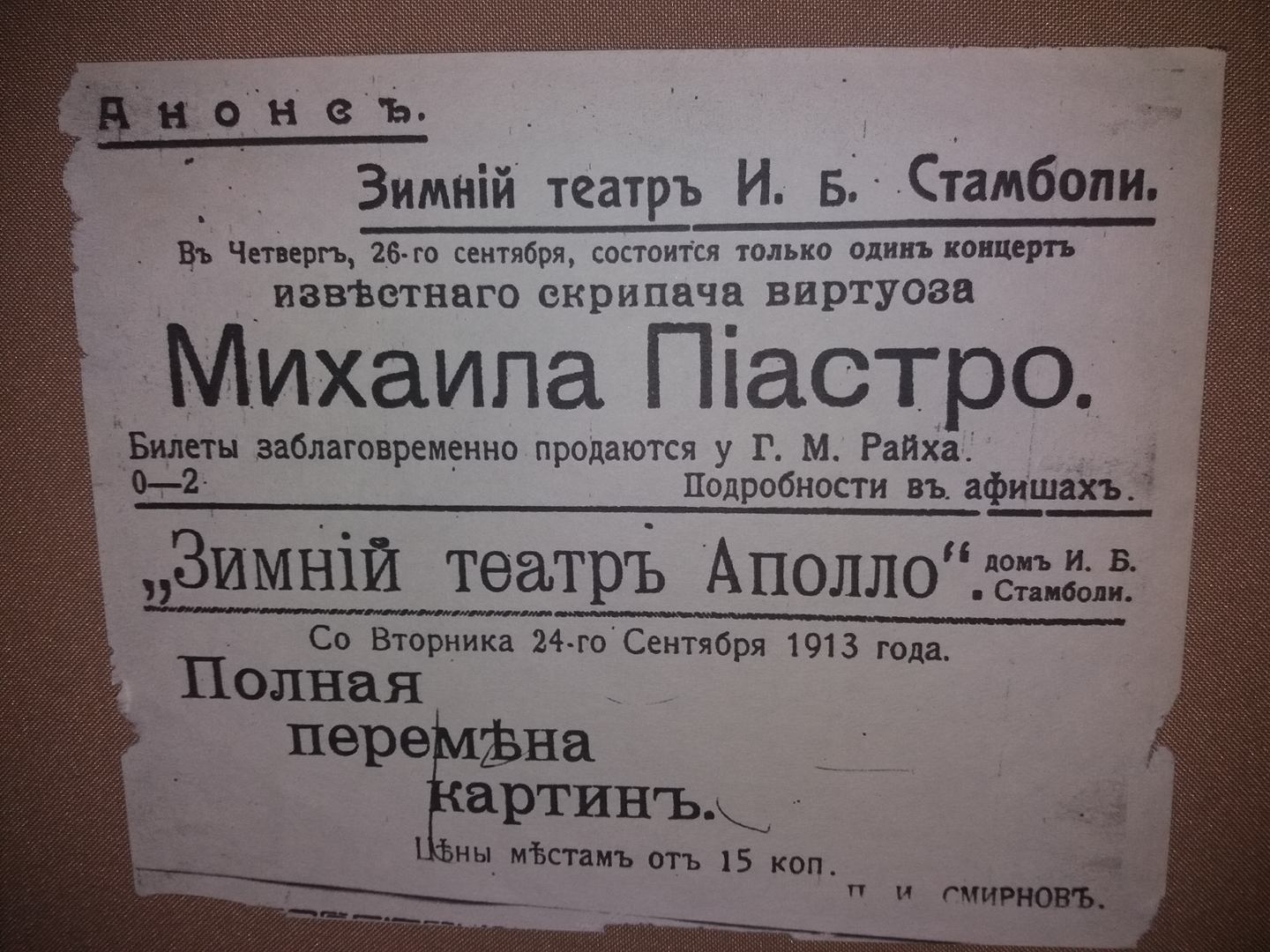

Електробіограф, побудований Стамболі, в радянські роки став кінотеатром «Червоний факел», потім — кінотеатром ім. 30-річчя ВЛКСМ. Нині кінотеатр знесений.
Літній сад Стамболі проіснував до початку Другої Світової війни. У ньому працювали купальні, були доглянуті алеї і квіткові клумби. Узимку на ставку влаштовували ковзанку, а поруч із ним діяв прокат ковзанів. Зараз від саду Стамболі залишилися тільки кілька дубів і зарослий очеретом ставок.
У 2010 році портрет Стамболі поряд із портретами інших видатних мелітопольців був включений у настінний календар «Гордість землі мелітопольської». У вересні 2012 року, напередодні святкування 228-річчя Мелітополя, на вулицях міста були встановлені рекламні щити з портретами шести видатних історичних особистостей, пов'язаних із містом, у тому числі портрет Іллі Стамболі.